# 사고 (음식)

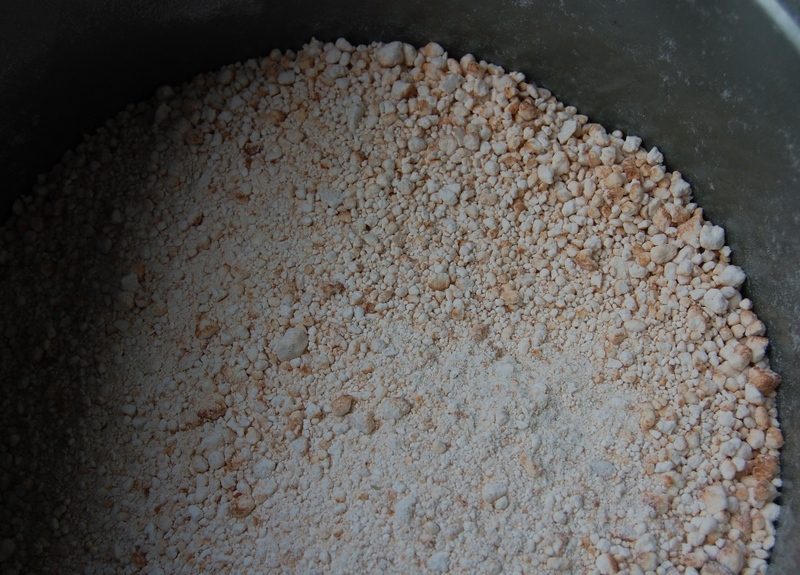
사고

사고(sago, 말레이어·인도네시아어: sagu 사구[*])는 사고야자 등 야자나무의 고갱이에서 추출한 녹말이다. 주로 인도네시아, 말레이시아와 브루나이를 비롯한 동남아시아 지역에서 생산 및 소비되며, 특히 뉴기니와 말루쿠 등 남태평양 지역에서는 주식으로 먹는다. 둥근 사고 펄(sago pearl) 형태로 생산·판매되는 형태가 많으며, 이후에 사고 펄과 비슷한 타피오카 펄이 만들어지기도 했다. 녹말 가루로 만들기도 한다.

## 사진 갤러리

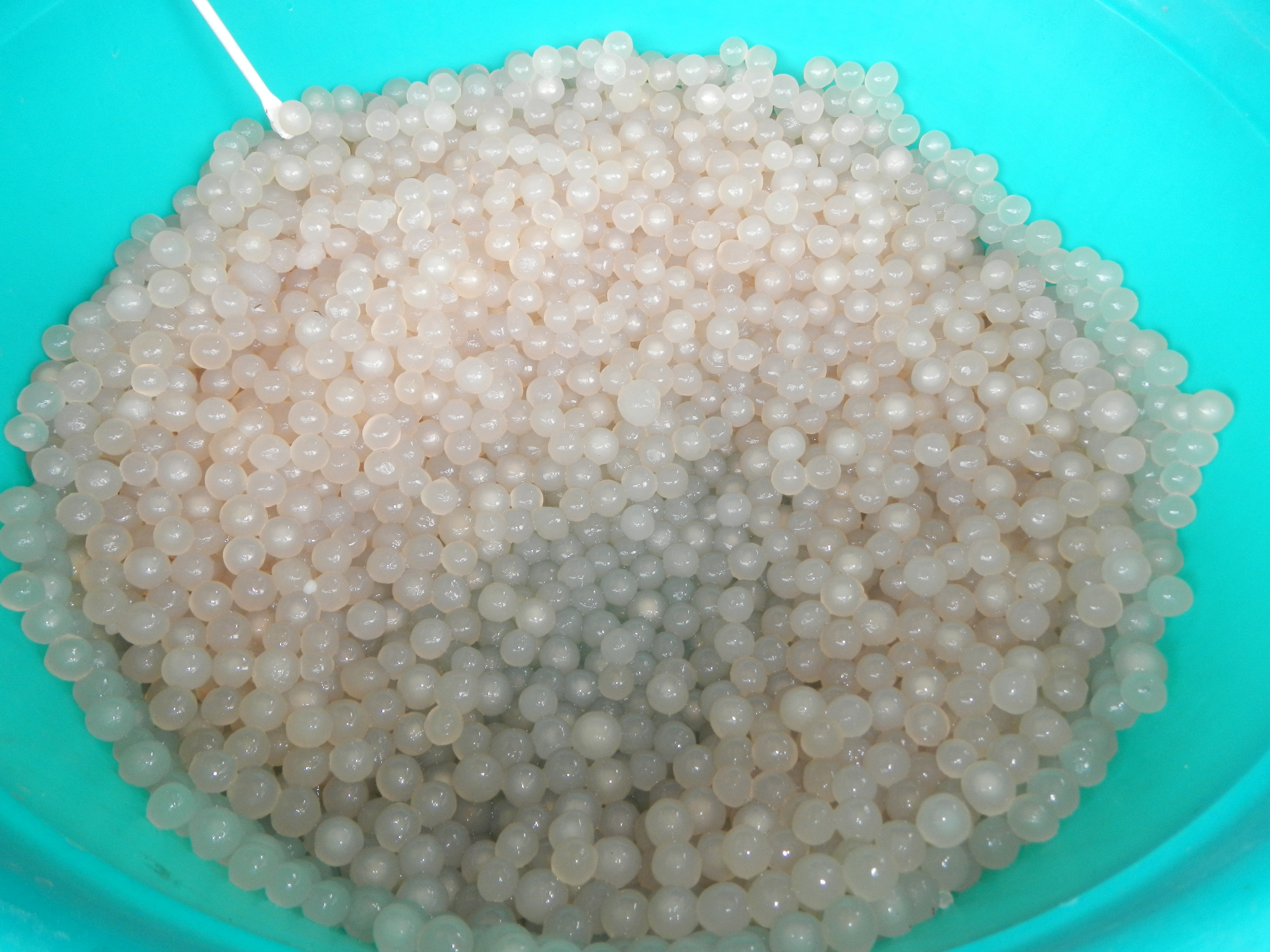
사고 펄
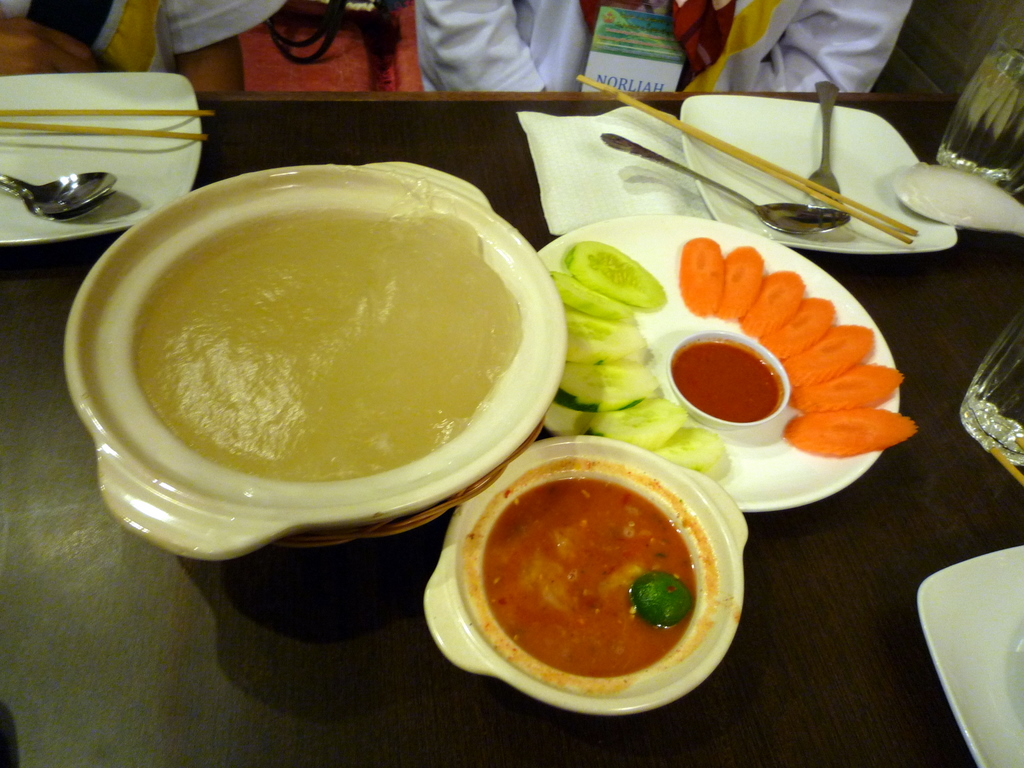
암부얏
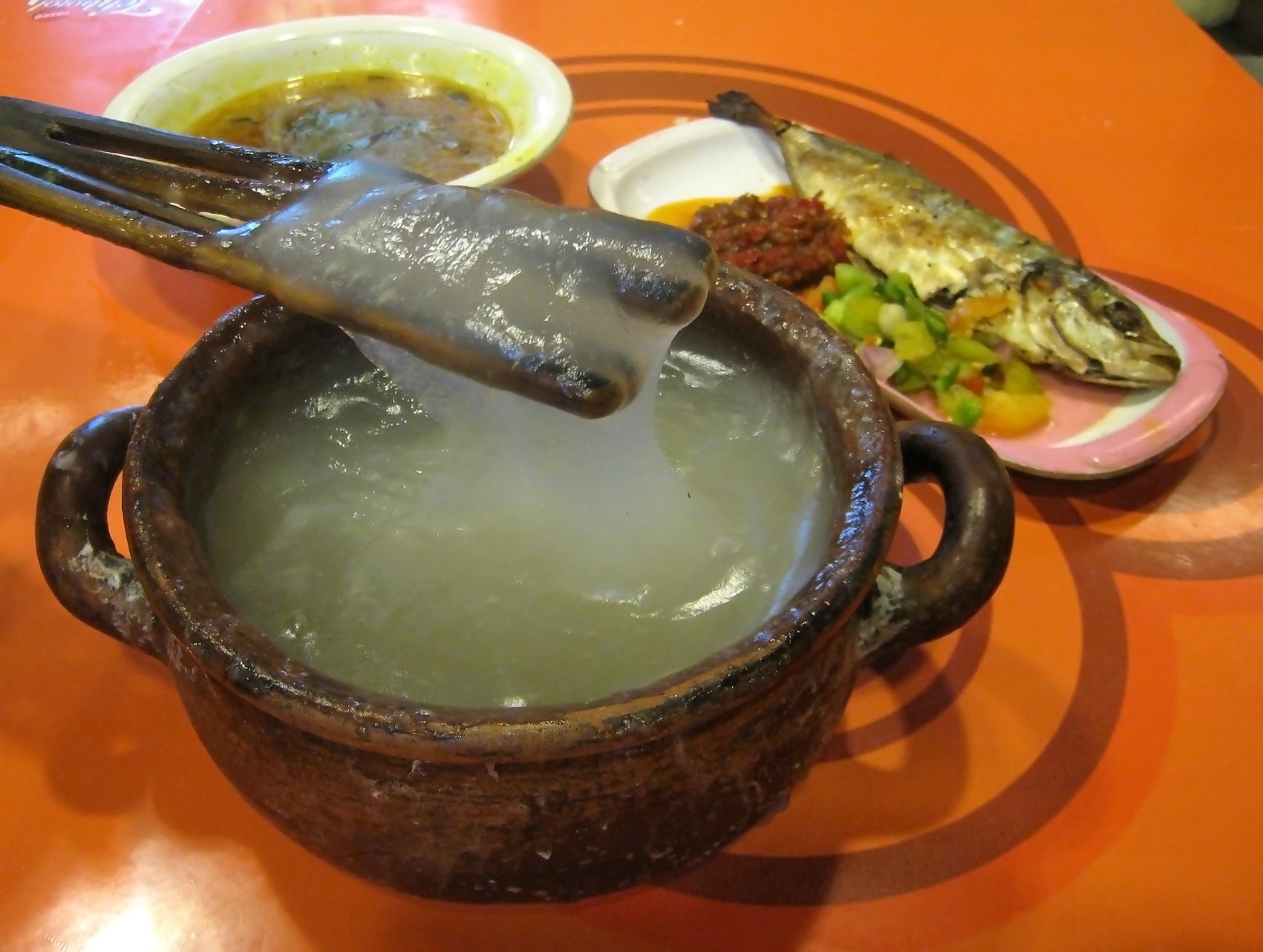
파페다

## 같이 보기
- 타피오카